# Феодора (X век)

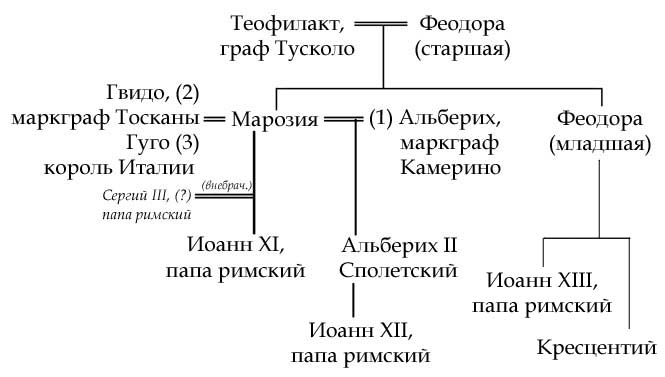

Феодора (Теодора) — имя нескольких женщин из рода графов Тускулумских (Теофилактов) (X век).
1. Феодора (Старшая) (ум. 928) — жена консула Рима Теофилакта, графа Тускулумского, вместе с которым контролировала власть в Святом городе. Мать Марозии и Феодоры (Младшей). Благодаря своему высокому положению, получила такие титулы, как сенатрисса (senatrix) и хранительница папских сокровищ — вестарарисса (serenissima vestaratrix)  Рима.
Феодора Старшая и её дочь Марозия стали теми «блудницами», благодаря которым начало X века получило в истории папства название порнократии (см. подробнее), так как папы назначались волей этих женщин исключительно благодаря их личным склонностям.
Городом Римом тогда управляла как мужчина, — стыдно и сказать, — бесстыдная блудница Теодора. (Лиутпранд Кремонский).
К примеру, утверждается, что папа Иоанн X был любовником Феодоры и получил святейший престол её стараниями. После смерти Феодоры незримую власть над городом унаследовала её дочь Марозия.
Иногда встречается утверждение, что Феодора была «куртизанкой высшего разряда», «гетерой, действующей в высших слоях общества» и проч. Эти эпитеты ведут свою историю из сочинений её современника Лиутпранда Кремонского, ненавидевшего графиню и, вероятней всего не являются истиной, так как Феодора принадлежала к аристократической семье, была женой светского правителя города, и денег, как положено куртизанкам, за свои любовные отношения с прочими вряд ли получала. Более того, кроме информации предвзятого Лиутпранда, нет больше данных о том, что папа Иоанн Х был её любовником.
2. Феодора Младшая — дочь предыдущей и Теофилакта. В отличие от матери и сестры Марозии её имя не упоминается в связи с эпохой порнократии. Была замужем за консулом Грацианом, имела несколько дочерей, в том числе — Феодору III, а также сына (или внука), будущего папу Иоанна XIII.
3. Феодора III — дочь предыдущей. Часто путают с матерью. Вышла замуж за Джованни Кресченци, представителя знаменитой семьи. Была матерью (или сестрой) папы Иоанна XIII.